# Omloop Het Nieuwsblad 2014
La 69.ª edición del Omloop Het Nieuwsblad tuvo lugar el 1 de marzo de 2014. Tuvo un recorrido de 200 km con en el municipio de Merelbeke inicio y final en la ciudad de Gante.
La carrera formó parte del UCI Europe Tour 2013-2014, en categoría 1.HC.

## Equipos participantes
Tomaron parte en la carrera 21 equipos: 11 de categoría UCI WorldTeam; 10 de categoría Profesional Continental. Formando así un pelotón de 164 ciclistas de los que acabaron 105. Los equipos participantes fueron:
| ProTeams (11)- Katusha - Lotto-Belisol - Omega Pharma-Quick Step - AG2R La Mondiale - Belkin - BMC Racing Team - FDJ.fr - Garmin-Sharp - Team Europcar - Giant-Shimano - Sky Equipos continentales profesionales (10)- Androni Giocattoli-Venezuela - Bretagne-Séché Environnement - CCC Polsat Polkowice - Cofidis, Solutions Crédits - IAM Cycling - MTN-Qhubeka - RusVelo - NetApp-Endura - Topsport Vlaanderen-Baloise - Wanty-Groupe Gobert |
| |

## Clasificaciones finales
- Las clasificaciones finalizaron de la siguiente forma:[2]

### Clasificación general
| \| Clasificación general \| Clasificación general \| Clasificación general \| Clasificación general \| Clasificación general \| \| Ciclista \| Ciclista \| Equipo \| Tiempo \| \| \| --------------------- \| --------------------- \| --------------------------- \| --------------------- \| --------------------- \| \| 1.º \| Ian Stannard \| Team Sky \| 4 h 49 min 55 s \| \| \| 2.º \| Greg Van Avermaet \| BMC Racing Team \| + 0 s \| \| \| 3.º \| Edvald Boasson Hagen \| Team Sky \| + 24 s \| \| \| 4.º \| Sep Vanmarcke \| Belkin \| + 24 s \| \| \| 5.º \| Niki Terpstra \| Omega Pharma-Quick Step \| + 24 s \| \| \| 6.º \| Jean-Pierre Drucker \| Wanty-Groupe Gobert \| + 1 min 34 s \| \| \| 7.º \| Taylor Phinney \| BMC Racing Team \| + 1 min 34 s \| \| \| 8.º \| Dries Devenyns \| Giant-Shimano \| + 1 min 34 s \| \| \| 9.º \| Egoitz García \| Cofidis, Solutions Crédits \| + 1 min 34 s \| \| \| 10.º \| Arnaud Démare \| FDJ.fr \| + 1 min 34 s \| \| \| 11.º \| Luke Rowe \| Team Sky \| + 1 min 34 s \| \| \| 12.º \| Sebastian Langeveld \| Garmin-Sharp \| + 1 min 34 s \| \| \| 13.º \| Jürgen Roelandts \| Lotto-Belisol \| + 1 min 34 s \| \| \| 14.º \| Stijn Vandenbergh \| Omega Pharma-Quick Step \| + 1 min 34 s \| \| \| 15.º \| Zico Waeytens \| Topsport Vlaanderen-Baloise \| + 1 min 34 s \| \| \| 16.º \| Jelle Wallays \| Topsport Vlaanderen-Baloise \| + 1 min 34 s \| \| \| 17.º \| Johan Le Bon \| FDJ.fr \| + 1 min 41 s \| \| \| 18.º \| Lars Boom \| Belkin \| + 1 min 41 s \| \| \| 19.º \| Florian Sénéchal \| Cofidis, Solutions Crédits \| + 2 min 47 s \| \| \| 20.º \| Yoann Offredo \| FDJ.fr \| + 2 min 47 s \| \| |                      |                             |                 |
| |                      |                             |                 |
| |                      |                             |                 |
| Clasificación general |                      |                             |                 |
| Ciclista | Ciclista             | Equipo                      | Tiempo          |
| 1.º | Ian Stannard         | Team Sky                    | 4 h 49 min 55 s |
| 2.º | Greg Van Avermaet    | BMC Racing Team             | + 0 s           |
| 3.º | Edvald Boasson Hagen | Team Sky                    | + 24 s          |
| 4.º | Sep Vanmarcke        | Belkin                      | + 24 s          |
| 5.º | Niki Terpstra        | Omega Pharma-Quick Step     | + 24 s          |
| 6.º | Jean-Pierre Drucker  | Wanty-Groupe Gobert         | + 1 min 34 s    |
| 7.º | Taylor Phinney       | BMC Racing Team             | + 1 min 34 s    |
| 8.º | Dries Devenyns       | Giant-Shimano               | + 1 min 34 s    |
| 9.º | Egoitz García        | Cofidis, Solutions Crédits  | + 1 min 34 s    |
| 10.º | Arnaud Démare        | FDJ.fr                      | + 1 min 34 s    |
| 11.º | Luke Rowe            | Team Sky                    | + 1 min 34 s    |
| 12.º | Sebastian Langeveld  | Garmin-Sharp                | + 1 min 34 s    |
| 13.º | Jürgen Roelandts     | Lotto-Belisol               | + 1 min 34 s    |
| 14.º | Stijn Vandenbergh    | Omega Pharma-Quick Step     | + 1 min 34 s    |
| 15.º | Zico Waeytens        | Topsport Vlaanderen-Baloise | + 1 min 34 s    |
| 16.º | Jelle Wallays        | Topsport Vlaanderen-Baloise | + 1 min 34 s    |
| 17.º | Johan Le Bon         | FDJ.fr                      | + 1 min 41 s    |
| 18.º | Lars Boom            | Belkin                      | + 1 min 41 s    |
| 19.º | Florian Sénéchal     | Cofidis, Solutions Crédits  | + 2 min 47 s    |
| 20.º | Yoann Offredo        | FDJ.fr                      | + 2 min 47 s    |

## UCI Europe Tour
La carrera otorga puntos para el UCI Europe Tour 2013-2014, solamente para corredores de equipos Profesional Continental y Equipos Continentales. La siguiente tabla corresponde al baremo de puntuación:
| Posición   | 1.º | 2.º | 3.º | 4.º | 5.º | 6.º | 7.º | 8.º | 9.º | 10.º | 11.º | 12.º | 13.º | 14.º | 15.º |
| Puntuación | 100 | 70  | 40  | 30  | 25  | 20  | 15  | 10  | 9   | 8    | 7    | 6    | 5    | 4    | 3    |

| Ciclista      | Equipo                      | Puntos |
| ------------- | --------------------------- | ------ |
| Jempy Drucker | Wanty-Groupe Gobert         | 20     |
| Egoitz García | Cofidis                     | 9      |
| Zico Waeytens | Topsport Vlaanderen-Baloise | 3      |